# Кузьменко Василь Денисович
Василь Денисович Кузьменко (1897, село Губник, тепер Гайсинського району Вінницької області — розстріляний 23 жовтня 1937, Київ) — радянський державний, партійний і профспілковий діяч, нарком лісової промисловості УРСР, член ВУЦВК. Кандидат у члени ЦК КП(б)У в листопаді 1927 — квітні 1929 р. Член ЦК КП(б)У в квітні 1929 — серпні 1937 р. Кандидат у члени Організаційного бюро ЦК КП(б)У в червні 1928 — квітні 1929 р. Член Організаційного бюро ЦК КП(б)У в квітні 1929 — червні 1930 р.

## Біографія
Народився в родині селян-бідняків. Закінчив два класи сільської школи. Працював робітником-слюсарем.
Член РКП(б) з жовтня 1918 року.
На початку 1920-х років був головою виконавчого комітету Шулявської районної ради міста Києва, головою Київського районного комітету Спілки залізничників. До 1924 року — голова Київської губернської ради Спілки металістів.
У 1924—1925 роках — голова Київської губернської ради професійних спілок. У 1925—1927 роках — голова Київської окружної ради професійних спілок.
У березні 1927—1928 роках — завідувач організаційного відділу Всеукраїнської ради профспілок.
У 1928 — 19 грудня 1929 року — секретар та член президії Всеукраїнської ради професійних спілок.
З грудня 1929 року — заступник народного комісара освіти Української СРР.
25 липня 1931 — 4 вересня 1932 року — народний комісар комунального господарства Української СРР.
У липні 1932 — лютому 1933 року — голова виконавчого комітету Харківської обласної ради.
У 1933—1934 роках — заступник народного комісара робітничо-селянської інспекції УСРР.
У березні 1934 — грудні 1936 року — голова Президії Української спілки товариств споживчої кооперації (Укоопспілки).
22 жовтня 1936 — 1937 року — народний комісар лісової промисловості Української СРР.
23 серпня 1937 року заарештований органами НКВС. Розстріляний 23 жовтня 1937 року. Посмертно реабілітований 20 жовтня 1956 року.